# Dietmar Riegel
Dietmar Riegel (* 7. August 1940; † 21. August 2013 in Berlin) war ein deutscher Physiker.

## Leben
Dietmar Riegel wurde 1971 an der Freien Universität Berlin promoviert. Bis zu seiner Pensionierung war er als Professor am Berliner Hahn-Meitner-Institut tätig.
Seine letzte Ruhestätte fand Riegel auf dem Kaiser-Wilhelm-Gedächtnis-Friedhof.

## Werke (Auswahl)
- Störung der γ-Winkelverteilung [Gamma-Winkelverteilung] am 16O _m63s-Zustand im {_1hn1_1hn1_1hn5Sn [Sn] und {20.2 ms-Zustand im {_1hn7_1hn1Ge [Ge] durch magnetische Hochfrequenzeinstrahlung (Diss.), Berlin 1971